# Liste des salles de spectacle et cabarets parisiens
Cet article recense les salles de spectacle et les cabarets parisiens.

## Liste des salles de spectacle parisiens
- 360 Paris Music Factory
- Accor Arena
- Adidas Arena
- À la Folie Théâtre
- L'Aktéon Théâtre
- Alambic Comédie
- L'Alhambra
- L'Âne qui rit
- L'Antre Magique
- L'Apollo Théâtre
- L'Archipel
- L'Artistic Athévains
- Les Ateliers Berthier
- L’Atelier du Plateau
- L'Auditorium des Halles
- L'Auguste Théâtre
- Le Badaboum
- Le Bataclan
- Le Batofar
- La Bellevilloise
- Bobino
- La Bohême du Tertre[1]
- Le Théâtre des Bouffes du Nord (ou juste les Bouffes du Nord)
- La Boule noire
- Le Cabaret Sauvage
- Le Café de la Danse
- Le Café de la Gare
- Le Café Oscar
- Le Casino de Paris
- La Cible (théâtre)[2]
- Les Cinq Diamants
- La Cigale
- Le Cirque d'Hiver
- La Cité de la musique
- Comédie Bastille
- La Comédie-Caumartin
- La Comédie des 3 bornes
- Le Théâtre italien de Paris (ou la Comédie italienne)
- La Comédie Montorgueil
- Comédie Nation
- La Comédie Oberkampf
- La Comédie de Paris
- La Comédie République
- La Comédie Saint-Michel
- Le Comedy Club de l'acteur-humoriste Jamel Debbouze
- La Dame de Canton (anciennement Guinguette Pirate)
- Les Déchargeurs
- Le Diva's Kabaret
- La Divine Comédie
- L'Eldorado (ancien music-hall devenu le Théâtre Comedia)
- L'Élysée Montmartre
- L'Espace B
- L'Européen
- FGO Barbara
- La Flèche
- La Flèche d'or
- Le Fridge Comedy de l'acteur-humoriste Kev Adams
- A la Folie Théâtre
- Le Funambule Montmartre
- La Gaîté Lyrique
- Le Glazart
- Le Golden Comedy Spot
- La Grande Comédie
- Le Grand Rex
- Le Gibus
- Le Guichet Montparnasse
- La Happy Comédie Saint-Martin
- L'Hôtel du Nord
- L'International
- International Visual Theatre
- Le Klub
- La Java
- Le Laurette Théâtre
- Le Lavoir moderne parisien
- L'Étoile du Nord
- Le Lieu
- Le Limonaire
- Le Living Art Lab
- Le Lucernaire
- La Machine du Moulin Rouge (anciennement La Loco)
- Le Magasin - centre de création
- Le Magique[3]
- La Maison des métallos
- La Maison de la Mutualité
- La Maison de la Poésie
- La Maroquinerie
- Le Mélo d'Amélie
- La Mix Box
- Le New Morning
- Le Nouveau Casino
- L'Olympia
- L'Olympic Café
- L'Opéra Bastille
- L'Opéra Garnier
- Le Palace
- Le Palais des sports
- Le Palais des Congrès
- Le Palais des glaces
- La Pépinière-Théâtre
- Le Petit Bain
- La Petite Loge
- La Philharmonie de Paris (salle de concerts classiques)
- Les Plateaux sauvages
- Le Point Éphémère
- Les Rendez-Vous d'Ailleurs
- La Salle Colonne (salle de concerts classiques)
- La Salle Gaveau (salle de concerts classiques)
- La Salle Pleyel (salle de concerts classiques)
- La Salle Richelieu
- Le Scopitone
- Le Sentier des Halles
- La Scala
- La Scène Parisienne
- Le Solo
- Le Splendid
- Le Studio de l'Ermitage[4]
- Le Studio-Théâtre de la Comédie-Française
- Le Théâtre 13
- Le Théâtre 14 Jean-Marie-Serreau
- Le Théâtre des 3 Clés
- Le Théâtre Adyar
- Le Théâtre Antoine - Simone-Berriau
- Le Théâtre de l'Alliance française
- Le Théâtre de l'Aquarium
- Le Théâtre des Artisans
- Le Théâtre de l'Atelier
- Le Théâtre de l'Athénée Louis-Jouvet
- Le Théâtre de la Bastille
- Le Théâtre de Belleville
- Le Théâtre des Béliers parisiens
- Le Théâtre des Bouffes-Parisiens
- Le Théâtre La Boussole
- Le Théâtre Le Bout
- Le Théâtre La Bruyère
- Le Théâtre BO Saint-Martin
- Le Théâtre des Champs-Élysées (salle de concerts classiques)
- Le Théâtre du Châtelet
- Le Théâtre du Chaudron
- Le Théâtre du Celebrity Centre
- Le Théâtre Clavel
- Le Théâtre de la Concorde
- Le Théâtre de la Contrescarpe
- Le Théâtre national de Chaillot
- Le Théâtre de la Cité internationale
- Le Théâtre national de la Colline
- Le Théâtre Darius-Milhaud
- Le Théâtre Daunou
- Le Théâtre Déjazet
- Le Théâtre des Deux Ânes
- Le Théâtre de Dix Heures
- Le Théâtre Douze - Maurice Ravel
- Le Théâtre Dunois
- Le Théâtre d'Edgar
- Le Théâtre Édouard-VII
- Le Théâtre Elizabeth Czerczuk
- Le Théâtre de l'Écho
- Le Théâtre de l'Épée de Bois
- Le Théâtre Essaïon
- Le Théâtre Espace Marais
- Le Théâtre Fontaine
- Le Théâtre de la Gaîté-Montparnasse
- Le Théâtre des Gémeaux Parisiens
- Le Théâtre du Gouvernail
- Le Théâtre Grévin
- Le Théâtre du Gymnase Marie-Bell
- Le Théâtre Hébertot
- Le Théâtre de la Huchette
- Le Théâtre de l'Île Saint-Louis Paul Rey
- Le Théâtre de La Jonquière
- Le Théâtre Lepic
- Le Théâtre libre
- Le Théâtre de la Madeleine
- Le Théâtre de la Main d'Or
- Le Théâtre du Marais
- Le Théâtre de la Manufacture des Abbesses
- Le Théâtre Marigny
- Le Théâtre des Mathurins
- Théâtre le Mélo d'Amélie
- Le Théâtre le Métropole
- Le Théâtre Michel
- Le Théâtre de la Michodière
- Le Théâtre Montmartre-Galabru
- Le Théâtre Montparnasse
- Le Théâtre Mogador
- Le Théâtre Mouffetard
- Le Théâtre de Nesle
- Le Théâtre du Nord-Ouest
- Le Théâtre des Nouveautés
- Le Théâtre de l'Odéon
- Le Théâtre national de l'Opéra-Comique
- Le Théâtre de l'Œuvre
- Le Théâtre Ouvert
- Le Théâtre Pandora[5]
- Le Théâtre de Paris
- Le Théâtre Paris-Villette
- Le Théâtre Le Passage vers les Étoiles
- Le Théâtre de Passy
- Le Théâtre du Petit-Saint-Martin
- Le Théâtre de Poche-Montparnasse
- Le Théâtre de la Porte-Saint-Martin
- Le Théâtre du Palais-Royal
- Le Théâtre Pixel
- Le Théâtre du Point-Virgule
- Le Théâtre Le Ranelagh
- Le Théâtre de la Reine Blanche
- Le Théâtre du Renard
- Le Théâtre de la Renaissance
- Le Théâtre Rive gauche
- Le Théâtre du Roi René
- Le Théâtre du Rond-Point
- Le Théâtre Saint-Georges
- Le Théâtre Saint-Léon
- Le Théâtre Silvia-Monfort
- Le Théâtre du Soleil
- Le Théâtre de la Tempête
- Le Théâtre du Temps
- Le Théâtre de la Tour Eiffel
- Le Théâtre Trévise
- Le Théâtre Tristan-Bernard
- Le Théâtre des Variétés
- Le Théâtre du Vieux-Colombier
- Le Théâtre de la Ville
- Théo Théâtre
- Le Trabendo
- Le Trianon
- Trois Baudets (spectacle de chansonniers) (Les)
- La Vieille grille[6]
- Le Zèbre
- Le Zénith
- Le Ze Artist's[7]

## Liste des cabarets parisiens
- L'Artishow
- Le Bal Blomet
- Le Cabaret Michou
- Le Crazy Horse
- Le République (spectacle de chansonniers)
- Le Divan du Monde
- Les Folies Bergère
- Au Lapin Agile
- Le Lido
- La Main au Panier
- Le Moulin Rouge
- La Nouvelle Ève
- Le Paradis latin (cabaret)
- La Roulotte
- Villa d'Este
- Le Théâtre ChoChotte (théâtre érotique) [8]
- Le Show Girls (SG, théâtre érotique)
- Sweet Paradise (théâtre érotique)
- Show d'eros (théâtre érotique gay)